# András Balczó
András Balczó (ur. 16 sierpnia 1938 w Kondoros) – węgierski pięcioboista nowoczesny, 5-krotny medalista olimpijski, 9-krotny indywidualny medalista mistrzostw świata: 5-krotnie złoty (1963, 1965, 1966, 1967, 1969), 2-krotnie srebrny (1959, 1970), 2-krotnie brązowy (1961, 1971). Był też 10-krotnym drużynowym medalistą mistrzostw świata: 5-krotnie złotym (1963, 1965, 1966, 1967, 1970) i 5-krotnie srebrnym (1958, 1961, 1962, 1969, 1971).

## Osiągnięcia

### Igrzyska Olimpijskie
| Olimpiada      | Miejsce   | Rok  | Konkurencja   | Rezultat   |
| -------------- | --------- | ---- | ------------- | ---------- |
| Rzym 1960      | Rzym      | 1960 | indywidualnie | 4. miejsce |
| Rzym 1960      | Rzym      | 1960 | drużynowo     | 1. miejsce |
| Meksyk 1968    | Meksyk    | 1968 | indywidualnie | 2. miejsce |
| Meksyk 1968    | Meksyk    | 1968 | drużynowo     | 1. miejsce |
| Monachium 1972 | Monachium | 1972 | indywidualnie | 1. miejsce |
| Monachium 1972 | Monachium | 1972 | drużynowo     | 2. miejsce |